# Okamoto Takeyuki
Takeyuki Okamoto (岡本 武行, sinh ngày 8 tháng 12 năm 1967) là một huấn luyện viên và cựu cầu thủ bóng đá người Nhật Bản.

## Sự nghiệp Huấn luyện viên
Takeyuki Okamoto đã dẫn dắt Omiya Ardija.